# Josua Boesch
Josua Boesch (* 15. November 1922 als Josua Fridolin Boesch in Niederweningen; † 10. Juli 2012 in Zürich), einem alten Toggenburger Geschlecht entstammend, war ein Schweizer Goldschmied, Theologe, Bibelübersetzer, Autor und Metallikonograph.

## Leben
Josua Boesch ließ sich in der Kunstgewerbeschule Zürich zum Gold- und Silberschmied ausbilden. Einer Familientradition folgend, studierte er danach Theologie. Nach seinem Studium in Zürich, Basel und Bielefeld war er während 28 Jahren reformierter Pfarrer in verschiedenen Schweizer Kirchgemeinden. Die Communauté de Taizé wurde für ihn zum Modell einer zeitgemäßen Spiritualität, welche Stille praktiziert und ökumenische Verbundenheit lebt. Der Drang in ihm wuchs, ein kontemplatives Leben zu führen und das Pfarramt mit dem Kunsthandwerk zu verbinden. Nach seinem 50. Geburtstag verdichtete sich dies in der Berufung zu einem kontemplativen Leben. Er verließ seine Familie und das Pfarramt und lebte danach 18 Jahre als Eremit in der Toskana, ab 1979 zunächst im benediktinischen Eremo di Camaldoli, um in diesem Kloster ein bewusstes Zeichen der ökumenischen Verbundenheit zu leben. In seiner Cella richtete er auch seine Werkstatt ein. In der Stille dieses Klosters entstanden Übersetzungen biblischer Texte in die Zürcher Mundart und künstlerische Werke; beides Ausdruck seiner kontemplativen Erfahrung, der «Heilkraft aus dem Schauen». Er erlebte direkt mit, wie in den achtziger Jahren die ökumenischen Zeichen aus Rom frostiger wurden, und es war für ihn schmerzvoll, als reformierter Pfarrer vom Tisch der gemeinsamen Eucharistie ausgeschlossen zu werden. Um die Brüder in Camaldoli nicht zu gefährden, beschloss er, das Eremitenkloster zu verlassen. Er zog ins benachbarte Farneta di Soci, wo er sich 1985 in einem ehemaligen Stall eine neue Cella mit Atelier einrichtete. Er behielt den Kontakt zum Kloster, entschied sich jedoch für ein eucharistisches Fasten, als Zeichen seines Schmerzes über die Zerrissenheit der Christenheit. Trotz seiner Abgeschiedenheit nahm Josua Boesch wach das aktuelle Zeitgeschehen in Gesellschaft und Kirche wahr, auf das er sowohl in seinen Ikonen wie in seinen Texten aus der Tiefe der Stille antwortete. 
1997 kehrte er nach Zürich zurück, wo er die letzten Jahre seines Lebens verbrachte. Als mannigfacher Brückenbauer: zwischen den Konfessionen, zwischen Osten und Westen, zwischen Christentum und Judentum (Kabbalah und Friedrich Weinreb), zwischen Theologie und Psychologie, sowie zwischen spiritueller Tradition und einer zeitgemäßen Interpretation des Evangeliums für Menschen des 21. Jahrhunderts. Interessant in diesem Zusammenhang ist, dass Josua Boesch bereits in seiner Jugendzeit als Pfadfinder den Pfadinamen «Brüggli» bekommen hatte.

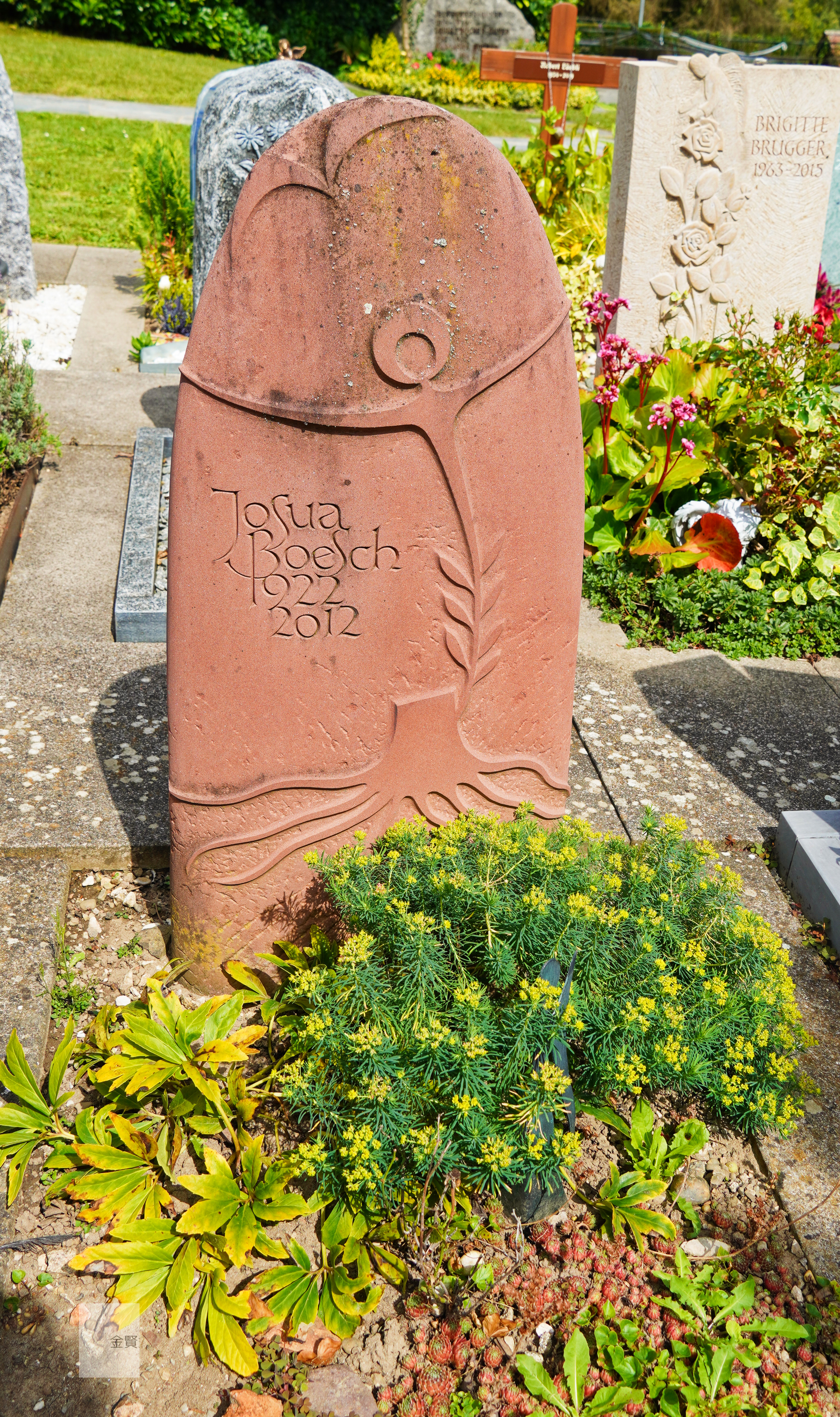
Grabstein Josua Boesch in Niederweningen

Boesch wurde auf dem Friedhof Niederweningen beigesetzt.

## Werk
Auf dem Weg zu seinem neuen Beruf nach 50, seiner Berufung folgend, werden für Josua Boesch Franziskus von Assisi und Niklaus von Flüe zu wichtigen inneren Begleitern. In Affoltern am Albis arbeitete er in seinen letzten zwei Amtsjahren halbzeitlich im Pfarramt und halbzeitlich als Künstler, in seinem Schopf neben dem Pfarrhaus. Das franziskanische Kreuz von San Damiano, das nicht den Gekreuzigten, sondern den Auferstandenen zeigt, bildet die Vorlage zu seinem Auferstehungskreuz, das der Gold- und Silberschmied 1975 in Metall anfertigte:

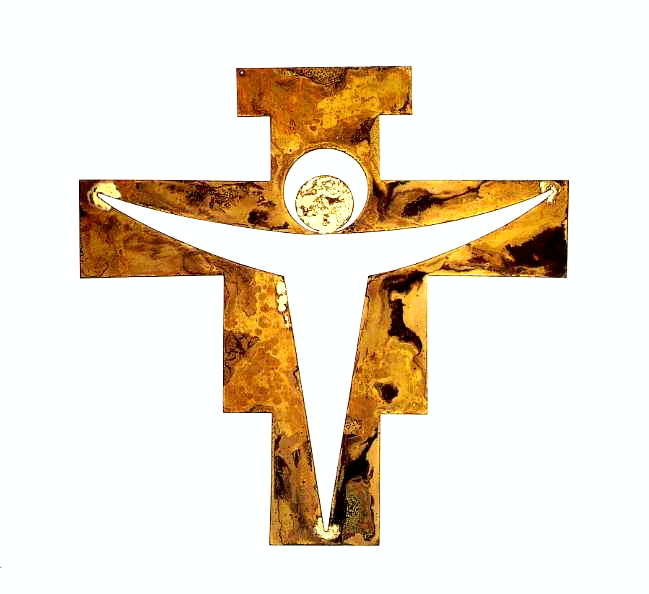
Josua Boesch, Durchbrochenes Kreuz (1975)

Er schreibt dazu: «Dreieck – Schale – Kreis, Figur des aufrechten Menschen, wenn Gott und Mensch wieder ein sind. Ureinfach, eindeutig und klar. So sind wir gemeint, von Anfang an. Aufrecht, nicht gekrümmt oder gebeugt. Nicht gekreuzigt, nicht Opfer. Auferstanden.» Diese Gestalt des Auferstandenen war von nun an das zentrale Motiv seiner Meditationsbilder aus Metall, die ein orthodoxer Mönch aus Athos, der ihn in seiner Cella in Camaldoli besuchte, als «Westliche Ikonen» bezeichnete. Einen tieferen Sinn hatte es für Boesch, wenn er – gegen die Regeln der Goldschmiedekunst – die Edelmetalle Gold und Silber mit den sog. «unedlen» Metallen Kupfer und Messing miteinander verwendete – und so zueinander in eine Beziehung setzte: Auf dem Weg zu Gott ist der ganze Mensch gefragt, nicht nur seine «edle» Seite. Auch in dem, was wir als minderwertig an uns betrachten, verbirgt sich etwas Wertvolles, das ans Licht kommen möchte. Zahlreiche biblische und urmenschliche Motive wurden zu Vorlagen seiner Metall-Ikonen, als die er seine Werke nun bezeichnete. Die Figuren und Proportionen folgen dabei teilweise geometrischen Proportionen, die von der Zahlensymbolik der jüdischen Kabbalah inspiriert sind, verbunden mit freihändig-lebendigen Formen. Zusammen fanden diese Gestaltungselemente jedoch erst im Vorgang des Lötens und Zusammenschmelzens der Metalle ihren endgültigen Ausdruck. Eine Gestalt, die den Künstler selber überraschte. Er erlebte mehr als Schauender als jemand, der etwas herstellte – und staunte darüber, was unter seinen Händen im Feuer entstand: «Der eigentliche Künstler ist das Feuer!» antwortete er, wenn er nach seiner Technik gefragt wurde. Dieser Durchgang durchs Feuer hatte für ihn ebenfalls eine tiefere Bedeutung: Nicht nur die Metalle müssen durchs Feuer gehen, um zu ihrer eigentlichen Schönheit zu finden, auch dem Menschen, der nach seiner Ikone sucht, bleibt der Weg durchs Feuer nicht erspart. Und wie es für den Ikonografen jedes Mal überraschend ist, wie die Ikone sich im Feuer verwandelt, so erfüllt es den spirituellen Sucher mit Staunen, wenn er plötzlich etwas vom Urbild erahnt, das er in seinem Herzen trägt. 
Im Lauf der Jahre entstand eine ganze Reihe solch «westlicher Ikonen» und Texte, die Josua Boesch zu einem zeitgenössischen Mystiker im Übergang vom 20. zum 21. Jahrhundert werden liess. Sein Erbe wird von einem 2018 gegründeten Verein weitergetragen. Zu seinem 100. Geburtstag und seinem 10. Todestag 2022 sind Neuauflagen seiner Publikationen, Ausstellungen und ein Sammelband mit neuen Beiträgen verschiedener Autorinnen und Autoren geplant.

## Schriften
- Gebätt i der mundart. Zürich: TVZ 1974.
- Aachoo bi Dir. Alti und neui text, Oberegg: Noah Verlag 1982.
- Das Triptychon von Kain und Abel in Marzabotto, Bologna 1985.
- Auferstehungsweg, Oberegg: Noah Verlag 1998, Neuauflage Zürich: TVZ 2022
- s Johannes-Evangelium. Us em griechische uf züritüütsch überträit vom Josua Boesch, Zürich: Jordan Verlag 1986, Neuauflage Zürich: TVZ 2022.
- d’Psalme. Us em hebrèèische uf züritüütsch überträit vom Josua Boesch, Zürich: Jordan Verlag 1988.
- Arte contemplativa. Heilkraft aus dem Schauen, Oberegg: Noah Verlag 1988, Neuauflage Zürich: TVZ 2022.
- Morgendämmerung. Tagebuch einer Wandlung, 1995 (Neuauflage, Books on demand 2018)
- Nootvorraat. Verdichtige uf Züritüütsch, Zürich: Jordan Verlag 2000
- Underwägs. Nöji Verdichtige uf Züritüütsch, Zürich: Jordan Verlag 2001.
- Abig-glüe. Aktuelli Verdichtige uf Züritütsch, Zürich: Jordan Verlag 2004